# Archie Leman Cochrane
Archie Leman Cochrane   (Galashiels, 12 de gener de 1909 - Dorset, 18 de juny de 1988) va ser un metge i epidemiòleg britànic que revolucionà la pràctica mèdica en preconitzar un tipus de medicina més basat en les proves científiques mitjançant la pràctica sistemàtica d'assajos clínics controlats aleatoris (en anglès, randomised controlled trialso RCTs). Se'l considera el pare de l'anomenada "medicina basada en l'evidència".
Va obtenir la llicenciatura de medicina el 1938 a l'University College Hospital de Londres i va formar part del Medical Research Council's Pneumoconiosis Unit al Llandough Hospital, a prop de Cardiff, el 1948. Fou aquí on va iniciar els seus estudis sobre l'estat de salut de la població de Rhondda Fach, els quals esdevingueren pioners en l'ús dels assajos clínics randomitzats.
Durant dos anys, però, va interrompre els seus estudis a l'University College Hospital per a servir en una Unitat d'Ambulàncies durant la Guerra Civil Espanyola, al front de l'Aragó i en el setge de Madrid.
El llegat d'Archie Cochrane tingué una primera expressió en la Biblioteca Cochrane, la creació del Cochrane Center el 1992 i finalment de la Cochrane Collaboration el 1993.